# Палацово-парковий комплекс у Радзейовицях
Палацово-парковий комплекс у Радзейовицях (пол. Zespół pałacowo-parkowy w Radziejowicach) — архітектурний ансамбль у стилі класицизму, розташований у селі Радзейовиці Жирардувського повіту Мазовецького воєводства (Польща). Об'єкт внесено до реєстру нерухомих пам'яток воєводства. До комплексу належать палац, ландшафтний парк, музейні зали та галерея тимчасових виставок.

## Історія

### Ранній період
У XV столітті на місці сучасного палацу існувала житлова вежа — резиденція родини Радзейовських. На початку XVII століття ленчицький воєвода Станіслав Радзейовський збудував новий ранньобароковий палац із аркадною галереєю на фасаді, орієнтованою на сад.
У цей період комплекс приймав королівські особи. Зокрема, у листопаді 1632 року тут перебував король Владислав IV Ваза з дружиною. Його супроводжували єпископ Якуб Задзік, каштелян Максиміліан Пшереббський, підканцлер Павло Сапєга та підскарбій Миколай Данилович. Також палац відвідував Ян III Собеський.
Подальше розширення здійснювали Ієронім Радзейовський та Міхал Радзейовський, за якого було модернізовано архітектурне планування комплексу.

### Класицистична перебудова
Сучасний вигляд палац набув на межі XVIII–XIX століть унаслідок класицистичної реконструкції за ініціативою Казимира Красінського, начальника коронного табору. Проєкт розробив архітектор Якуб Кубицький. У цей період зведено колонний ґанок з терасою перед головним входом.
Розбудову комплексу продовжив Юзеф Вавжинець Красінський, який заклав навколо палацу ландшафтний парк, що зберігся донині. Він також перебудував залишки середньовічної вежі у неоготичному стилі.

### XX століття
Під час Другої світової війни палац використовувався німецькою армією як шпиталь. Після війни його пограбувала Червона армія. Унаслідок аграрної реформи 1945 року маєток перейшов у державну власність, а у 1950 році — до Міністерства культури і мистецтва.
У 1956 році залишки комплексу передали Варшавській асоціації істориків мистецтва, яка вирішила заснувати в палаці Будинок творчості. Реставраційні роботи тривали у 1956–1964 роках під керівництвом архітектора Яцека Цидзіка. Під час відновлення на даху з’явилися нові вікна, що змінили первісну форму споруди. Черепичне покриття замінили на металеве.
Від 1965 року палац функціонує як Центр творчості діячів культури. Його регулярно відвідують митці, письменники, журналісти, музиканти, актори та кінематографісти.

### Видатні гості
У різні часи палац відвідували:
- Юліуш Коссак
- Генрик Сенкевич
- Люціан Ридель
- Ярослав Івашкевич
- Юзеф Хелмонський
- Станіслав Масловський (автор пейзажів: «Ставок у Радзейовицях», «На пасовищі», «Краєвид з околиць Радзейовиць»)
- Джордж Волдорф

У 2002 році було відновлено фасад палацу.

## Сучасність
Палац активно використовується для проведення мистецьких заходів — концертів, виставок, лекцій, семінарів. Тут проходили заняття Школи Анджея Вайди. У 2016 та 2017 роках палац був місцем перебування учасниць телевізійного шоу Projekt Lady.

## Галерея

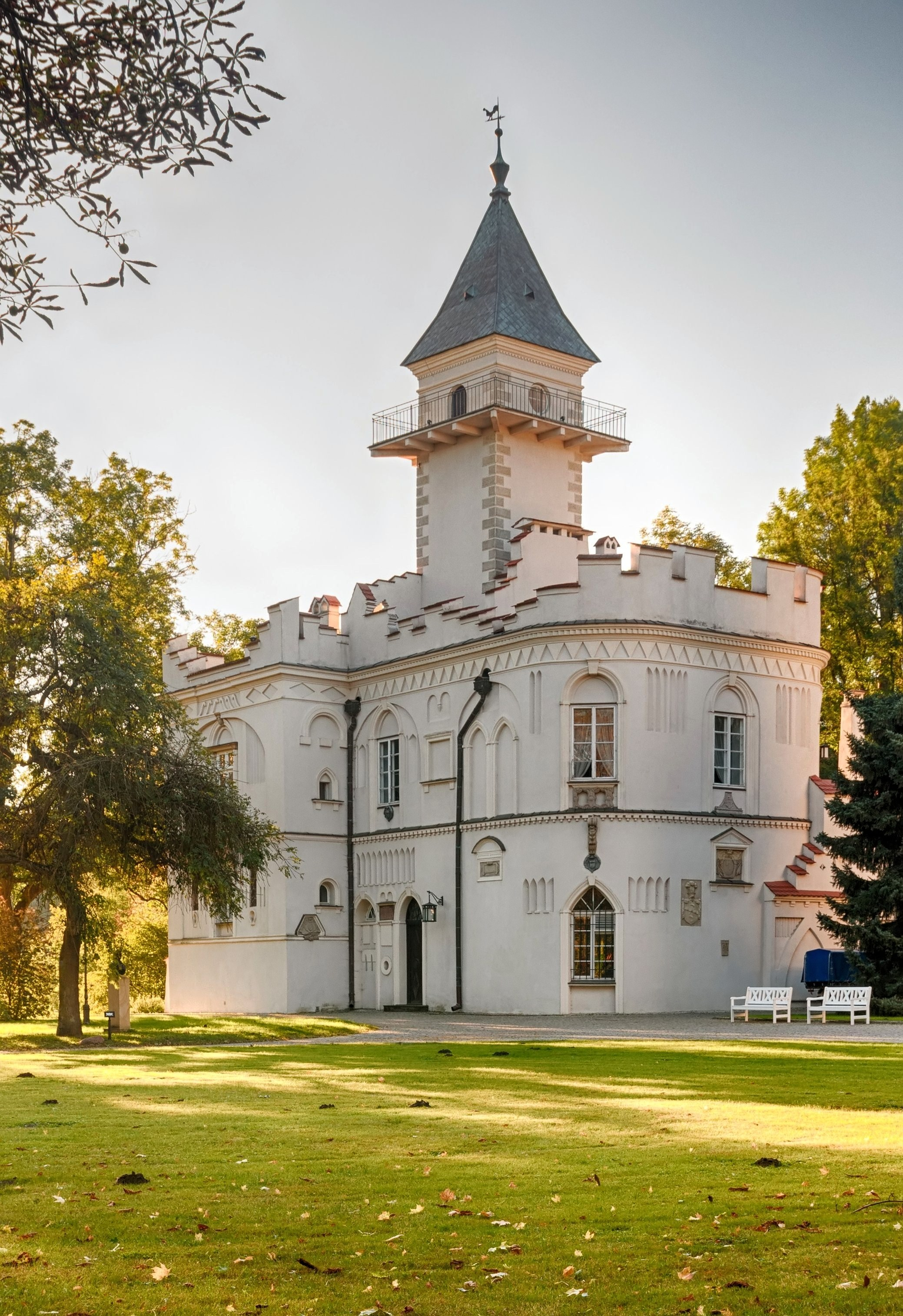
Неоготичний «замок»
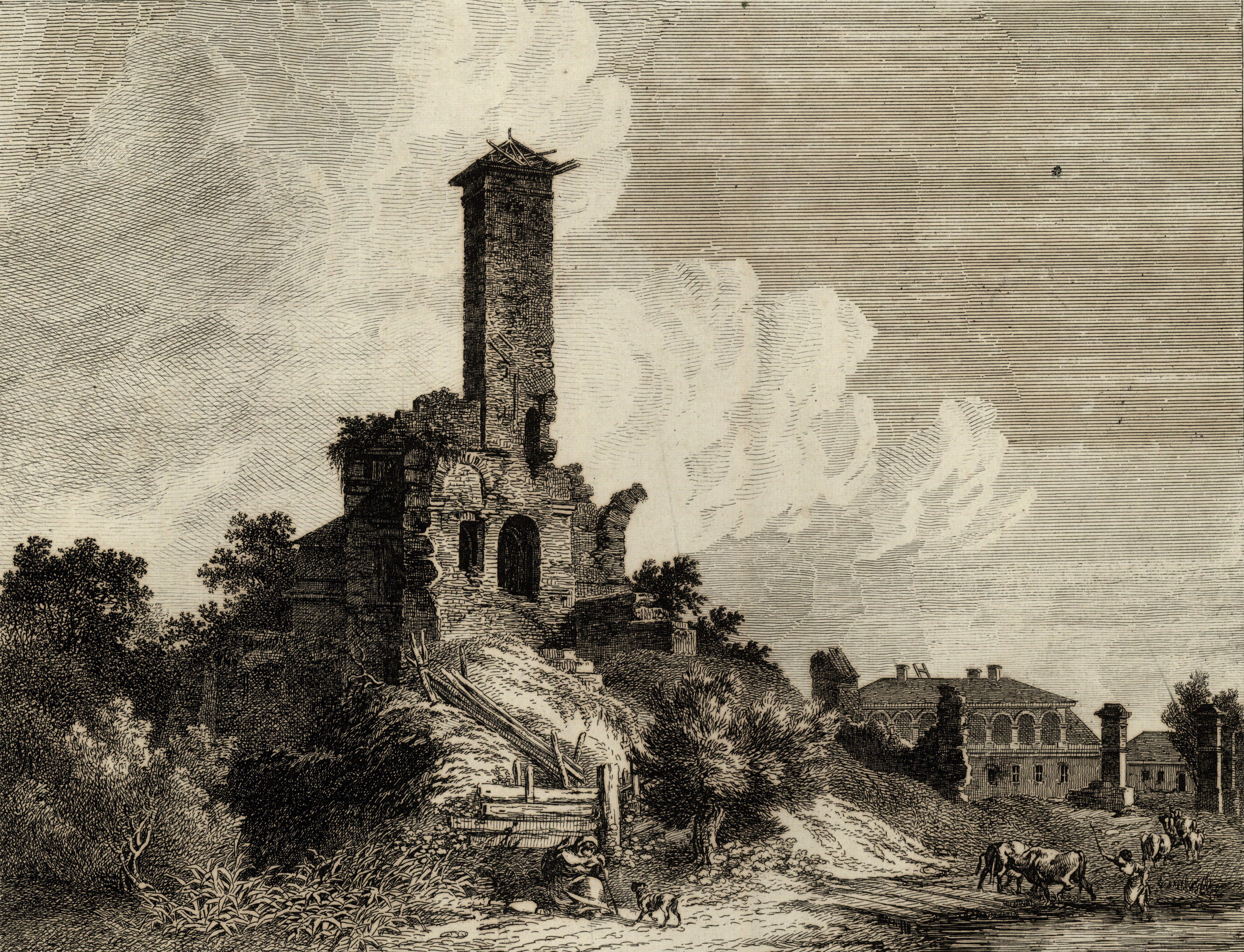
Руїни вежі, гравюра Й. З. Фрея (1806)
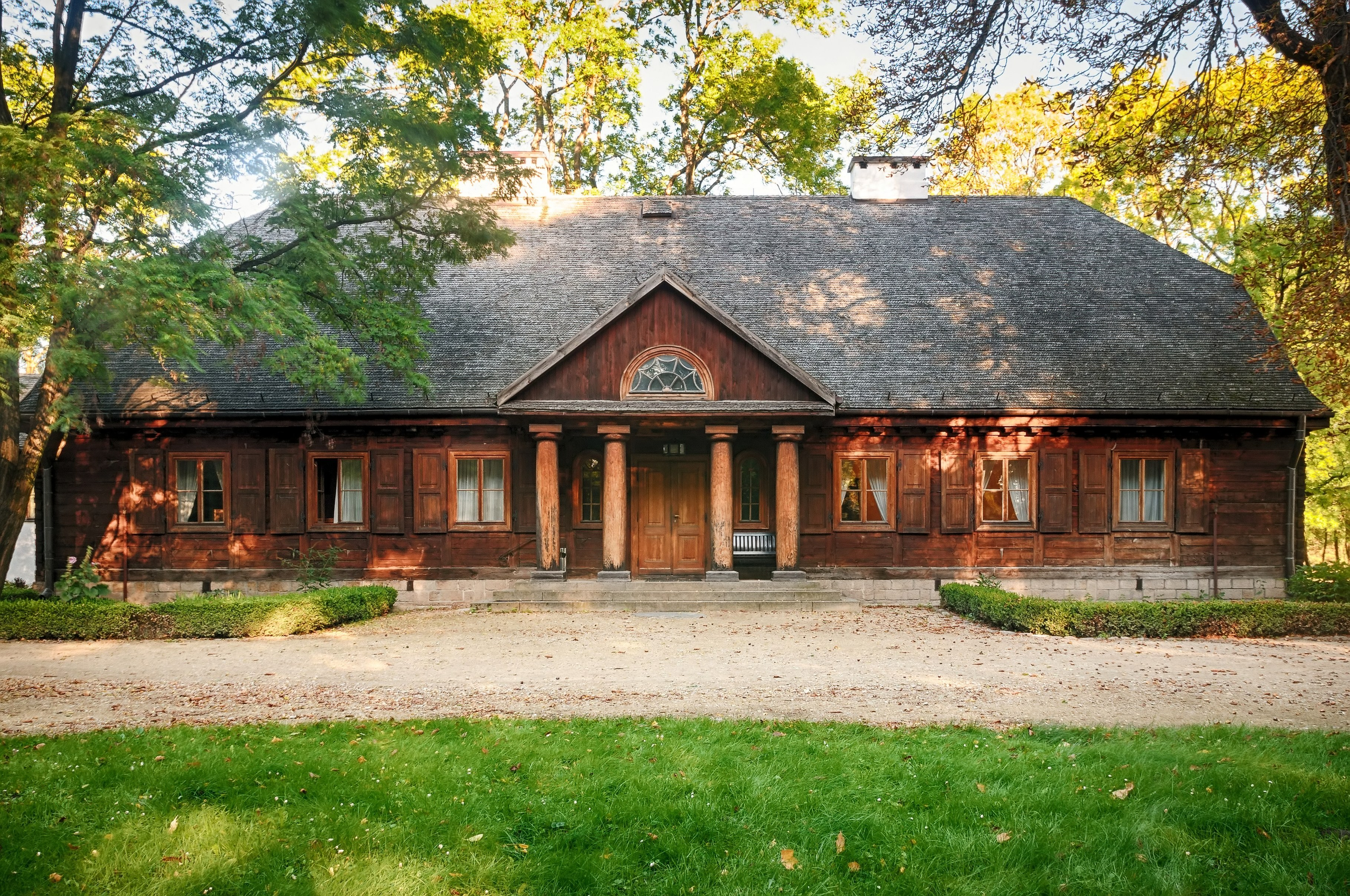
Садиба в Радзейовіцах
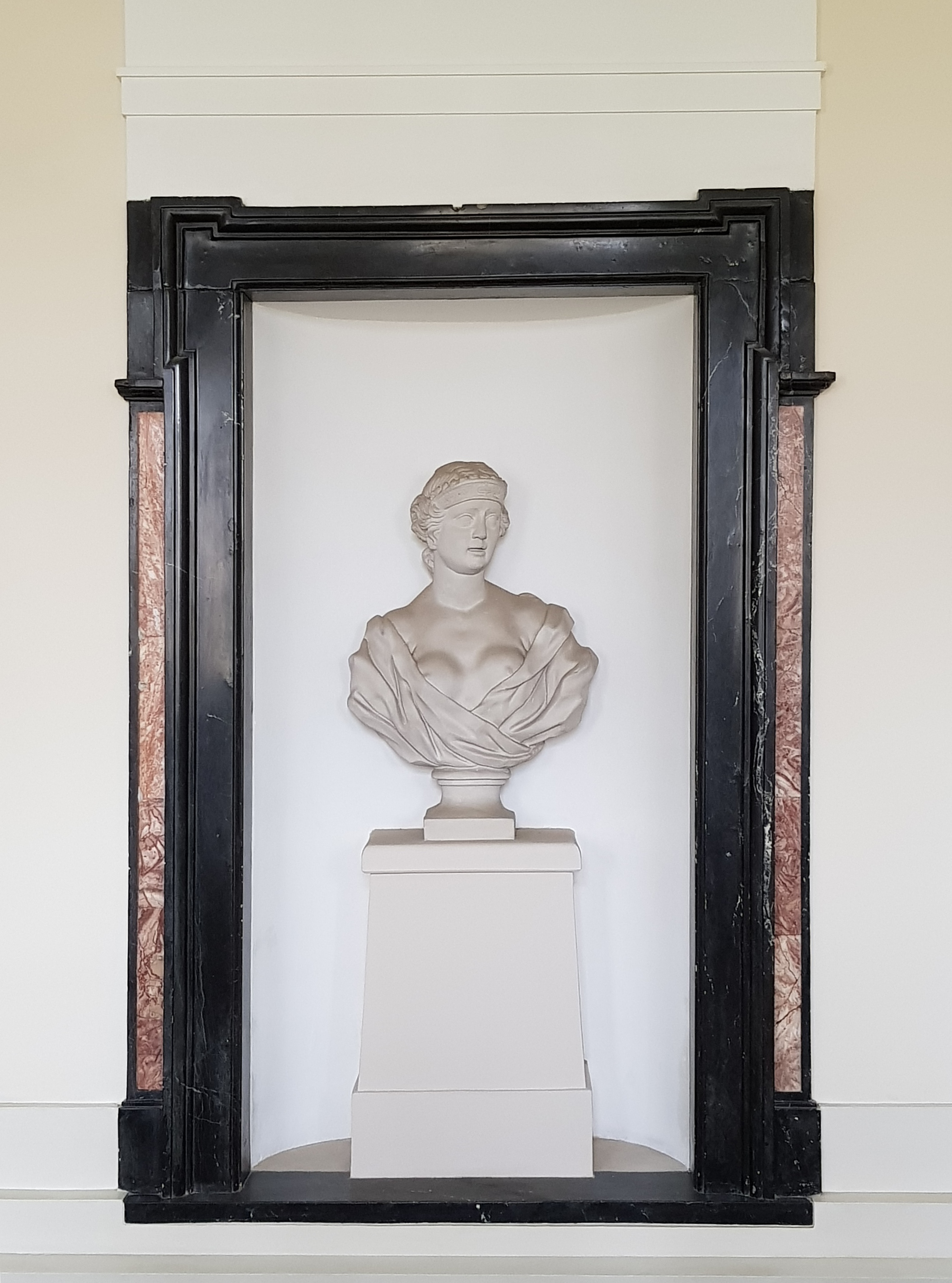
Портал у палаці зі старішої будівлі
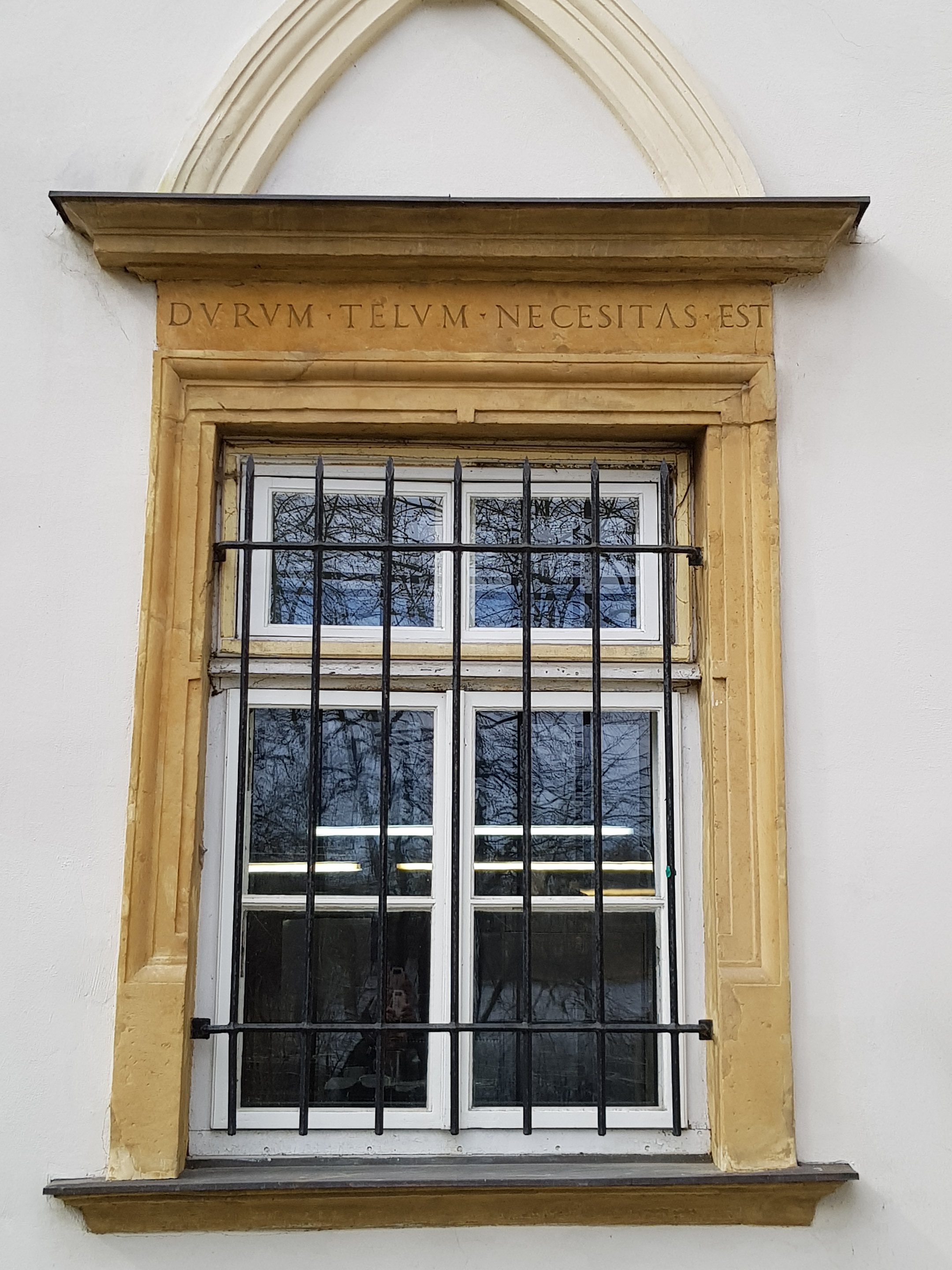
Віконна рама